# Juvénal
Cet article possède un paronyme, voir Juvénal de Jérusalem.
Pour les articles homonymes, voir Juvénal (homonymie).
Juvénal (en latin Decimus Iunius Iuvenalis) est un poète satirique romain de la fin du Ier siècle et du début du IIe siècle. Il est l'auteur de seize œuvres poétiques rassemblées dans un livre unique et composées entre 90 et 127, les Satires.
Après un oubli de deux siècles, Juvénal a été très lu dès l'Antiquité tardive et au Moyen Âge — il existerait près de 500 manuscrits médiévaux des Satires. Sa vie est cependant très mal connue. Les biographes en sont réduits à des conjectures qui s'inspirent des événements, peut-être réels pour certains d'entre eux, dont il fait état dans les Satires.

## Biographie
Supposément fils d'un riche affranchi, Juvénal naît probablement pendant le règne de Claude — mais les dates varient de 45 à 65 — à Aquinum en Campanie, si l'on en croit ses dires, il commence sa carrière comme professeur d'éloquence, métier dont il paraît avoir vécu assez convenablement, car il semble qu'il ait acheté une petite ferme à Tibur (actuelle Tivoli).

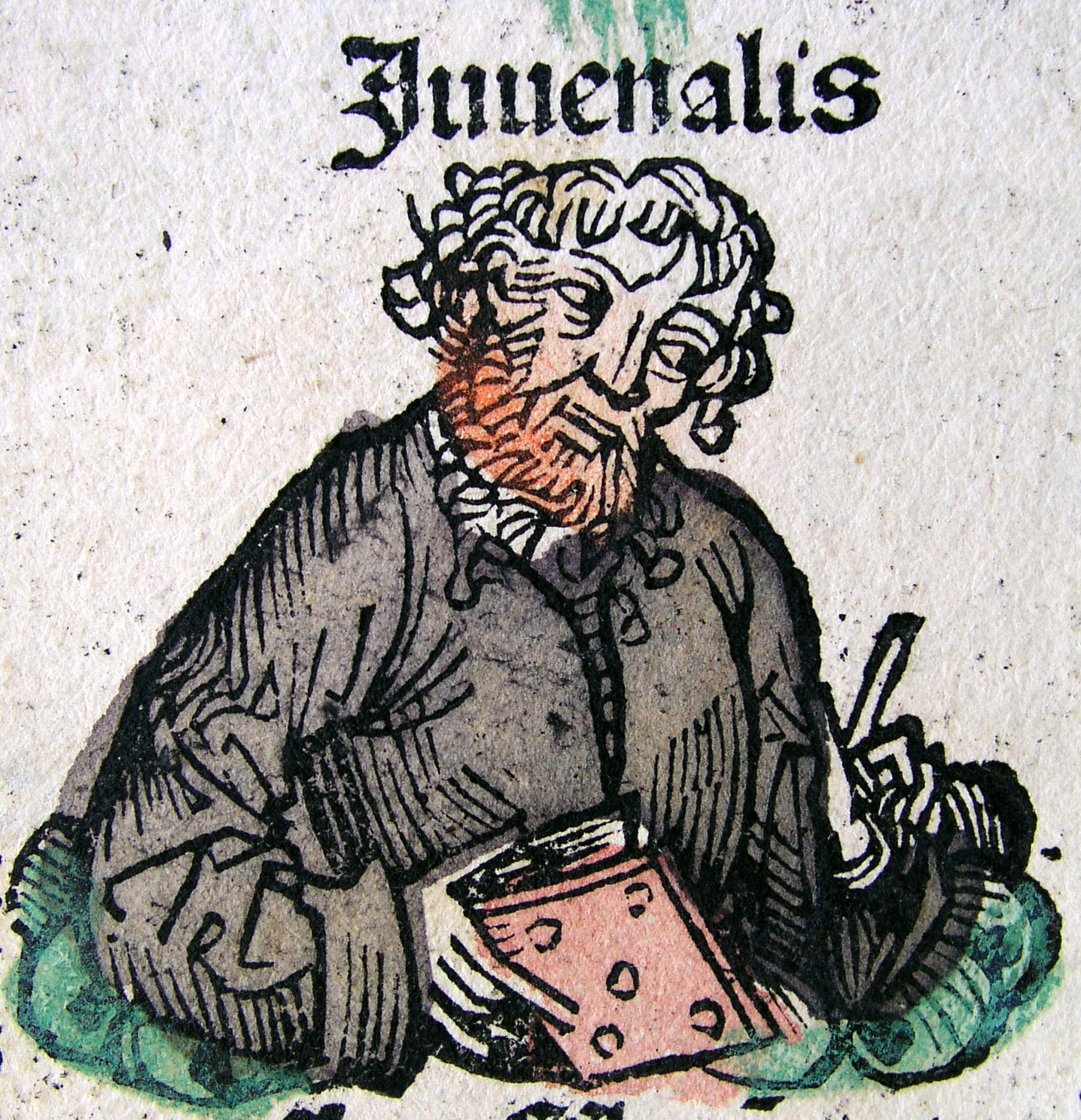
Gravure sur bois de Juvénal (extraite des chroniques de Nuremberg, XIVe siècle) réalisée par Michael Wolgemut et Wilhelm Pleydenwurff.

Une grande amitié le liait à Martial, l'auteur des Épigrammes. Il semble qu'il ait visité l'Égypte à la fin de sa vie. D'aucuns font même de ce voyage un exil assorti d'une vague mission militaire, résultat de la disgrâce impériale d'Hadrien. La satire XV évoque d'ailleurs longuement l'Égypte et fait le récit d'une scène d'anthropophagie qui s'y est déroulée en 127. Il serait mort, peut-être en exil, après 128, soit en Libye si l'on croit la Souda, soit à Syène selon Claude Saumaise, ou encore à Pentapolis ou dans les Oasis.

## Son œuvre
Détestant Rome, ou plutôt ce qu'elle est devenue, Juvénal fait de ses contemporains une peinture acerbe et sans pitié. C'est un monde sur lequel « difficile est saturam non scribere » (« il est difficile de ne pas écrire la satire »). Selon lui, la Rome impériale s'est en effet transformée en une ville gigantesque, monstrueuse scène de théâtre remplie de bouffons qui s'ignorent et d'aigrefins, un lupanar. Il ne reste plus guère de choix aux vieux Latins : ils prendront la fuite et se réfugieront en province, ou devront se résoudre à faire la cour aux parvenus de tout poil, de l'empereur au gigolo enrichi. Enfin, et c'est le choix de Juvénal, ils peuvent se poster aux carrefours et hurler de rire à la vue, par exemple, d'un castrat, ancien esclave enrichi, qui peine à porter sa bague, tant la pierre est lourde.
Juvénal ne retient pas ses attaques : il s'en prend tour à tour aux femmes qui, quand elles ne cocufient pas leurs maris, les empoisonnent par leur érudition avant de le faire pour de bon et de toucher l'héritage ; aux pères-la-pudeur qui dissimulent mal leur homosexualité sous leurs mâles paroles et leurs vêtements de soie diaphane ; aux riches à la fois raffinés dans leur dépravation et atteints d'une avarice sordide quand il s'agit de traiter leurs clients ou leurs gitons ; aux efféminés qui se marient entre eux à défaut de pouvoir enfanter ; aux Orientaux de tout poil, esclaves affranchis, tout spécialement les Grecs, qui évincent les vieux Romains des responsabilités ; aux faux dévots, qui n'invoquent les dieux que pour mieux délester le gogo de son bel argent. Juvénal n'hésite pas à aborder sur le ton de la farce le jeu politique, jeu dangereux où parler de la pluie et du beau temps vous vaut vite la disgrâce ou la mort. Le tableau (parodie d'une œuvre perdue) qu'il propose de la cour de Domitien, le « Néron chauve », s'il est riche de notations grotesques, rend très bien l'atmosphère cauchemardesque d'une époque exsudant la terreur. Enfin, dans la Rome de Juvénal, il arrive qu'une impératrice, plus souvent qu'à son tour, fasse le tapin ou qu'une princesse accouche d'une série d'avortons, tous copie fidèle de celui qui est à la fois leur oncle et père, l'Empereur.
On ne saurait parler sans anachronisme de liberté d'expression quand il s'agit de la Rome impériale, et Juvénal se garde bien de s'en prendre aux empereurs régnants. Ses contemporains verront dans ses propos des allusions à l'actualité de son temps, ce qui lui aurait valu l'exil en Égypte, sous couvert d'une vague mission militaire. Il y serait mort.
La langue de Juvénal permet de se faire une idée de la variété des parlers latins, selon les classes sociales et les régions. Elle est à la fois vigoureuse, voire crue, et savante. Juvénal aime jouer du contraste entre les mœurs des anciens Romains, frugaux et barbus, et celles de ses contemporains, perdus de luxe et efféminés.

### Influence

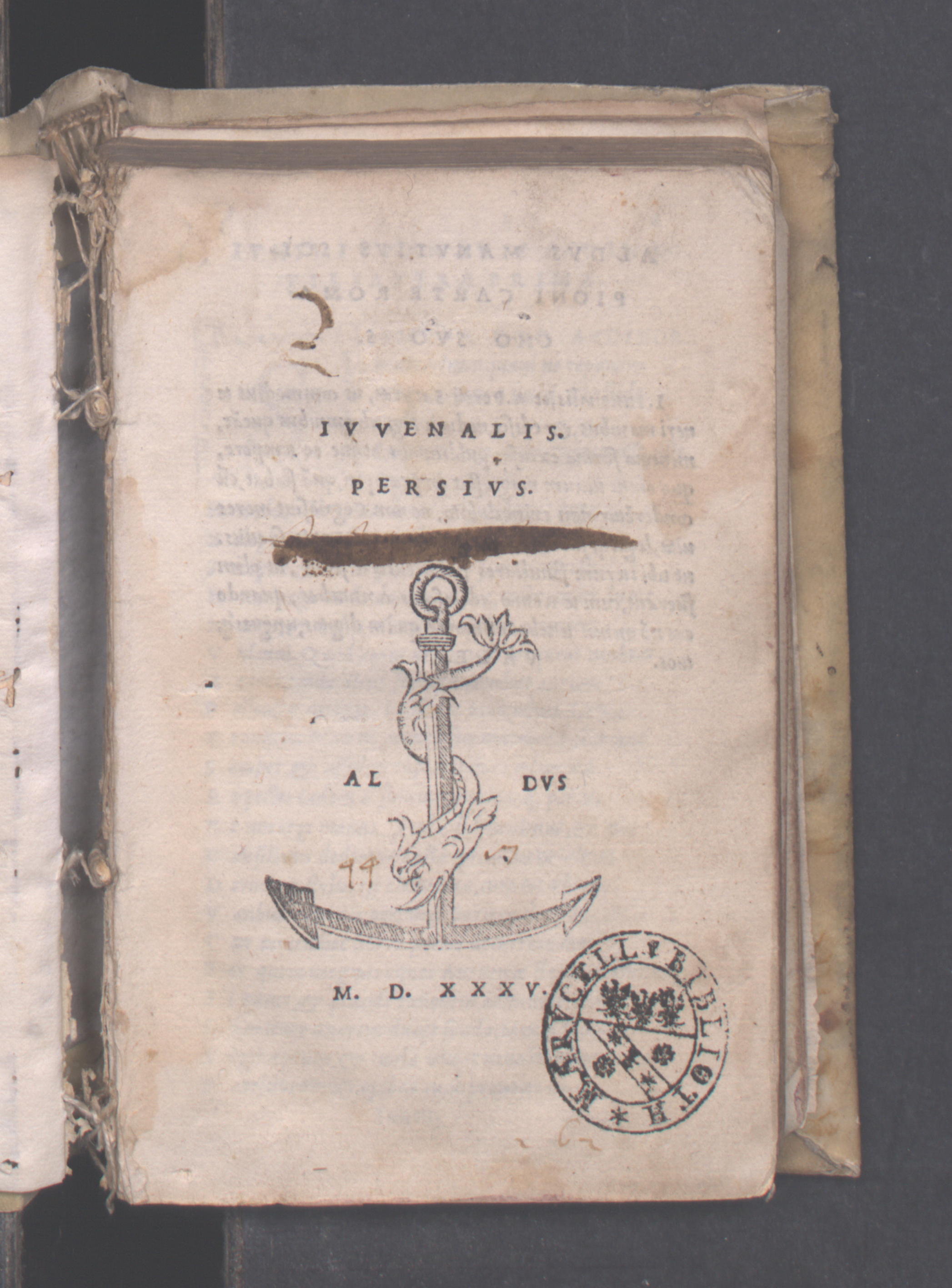
Saturae, 1535

- Avec Horace, Juvénal est un modèle au XVIIe siècle pour les Satires de Nicolas Boileau (1666)[10].

- Emmanuel Kant retient de ses satires leur dimension morale, et cite Juvénal en latin à plusieurs reprises dans la Critique de la raison pratique.
- Alfred de Vigny a vu dans la XIIIe satire les mêmes préceptes que dans le Discours sur la montagne (Matthieu, V-VII).
- Balzac le cite par deux fois dans une de ses œuvres les plus importantes, Le Père Goriot, par l'interposition de deux des personnages principaux, Eugène de Rastignac, et Vautrin.
- Victor Hugo le cite parmi les « hommes océans » avec Dante, Michel-Ange, Shakespeare : « c'est la même chose de regarder ces âmes ou de regarder l'océan »[11].
- Montaigne le cite dans ses Essais
- Érasme y a fait référence dans la préface de l'Éloge de la Folie .